# Diabaly
Diabaly è un comune rurale del Mali facente parte del circondario di Niono, nella regione di Ségou.
Il comune è composto da 32 nuclei abitati:
- Barikoro
- Bossitomo
- Bouka Wèrè
- Diabal
- Diabaly
- Diabaly Coura
- Diambé
- Dounguel Kogoni
- Kalan Coura
- Kogoni
- Kogoni Bozo
- Kogoni Station
- Kourouma
- Kourouma Coura
- Koutiala Coura
- Mabrouk Kebé

- Massadougou
- N'Golobanibougou
- N'Gounando
- Nara
- Nièssoumana
- Rattenga
- Roundé Mady
- Saberenoda
- Sabaribougou
- Ségou Coura
- Sika
- Songo
- Téllé
- Tiéssorola
- Welingara
- Zittenga